# Ophiomyia vasta
Ophiomyia vasta este o specie de muște din genul Ophiomyia, familia Agromyzidae, descrisă de Mitsuhiro Sasakawa în anul 2006.
Este endemică în Hong Kong. Conform Catalogue of Life specia Ophiomyia vasta nu are subspecii cunoscute.